# Ellenki Biomicanicha Oplon

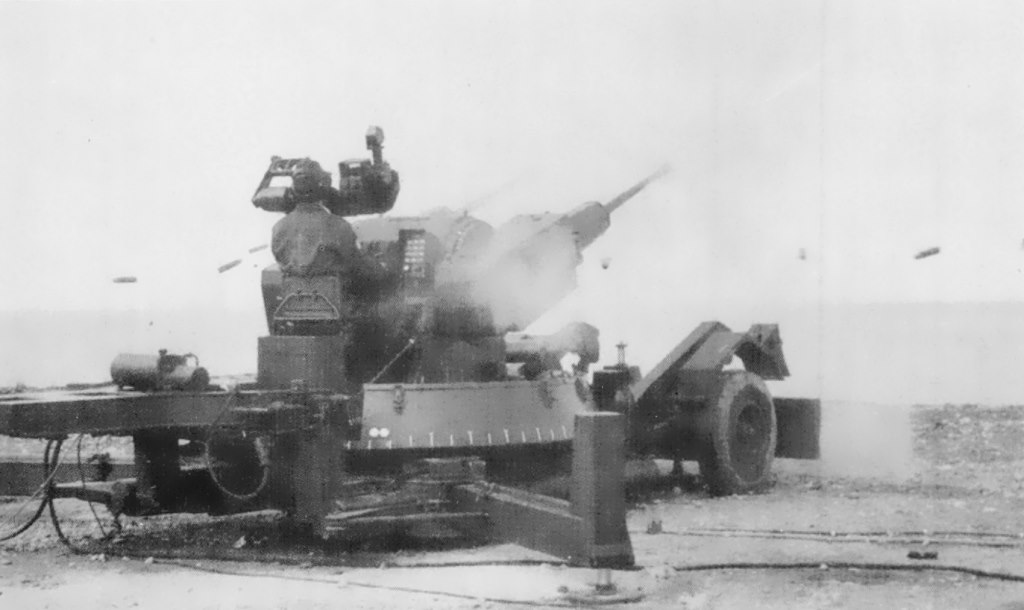
L'Artemis 30, un canon antiaérien développé par EBO en 1982.

Plus connu sous ses initiales, EBO, l’Elliniki Biomihania Oplon (en langue grecque Ελληνική Βιομηχανία Όπλων pour Industrie d'armement grecque) appartient au gouvernement grec. Son siège social se situe à Athènes. Elle produit depuis 1977 des pistolets (HK P7 et HK P9s), des PM (MP5), des fusils d'assaut (HK G3) et des mitrailleuses (HK 21) sous licence allemande pour le compte de l'armée grecque. Appartenant au groupe public Ellinika Amyntika Systimata, elle emploie 1300 personnes.